# Młynowce Wielkie
Młynowce Wielkie (ukr. Великі Млинівці) – wieś na Ukrainie, w obwodzie tarnopolskim, w rejonie krzemienieckim.